# Google Summer of Code
Google Summer of Code — ініціативна програма компанії Google, в рамках якої щорічно проводиться відбір студентських проєктів з відкритим вихідним кодом, переможцям виплачуються грошові гранти. У програмі можуть брати участь лише студенти. Кожен проєкт отримує $5000, з яких $4500 дістається студентові учасникові, а $500 — його Open Source проєкту.
У 2007 році у програмі брало участь 900 студентів з 90 країн світу, які зробили внесок до розробки 130 різних Open Source проєктів.
У рамках програми Google Summer of Code була розпочата розробка програми для запису CD та DVD дисків, поширюваної на умовах ліцензії GNU/GPL, Infra Recorder.